# 需求冲击
在經濟學中，需求衝擊（英語：demand shock）是一種突發事件，會暫時增加或減少對商品或服務的需求。
正需求衝擊會增加總需求(AD)，而負需求衝擊會降低總需求。在這兩種情況下，商品和服務的價格都會受到影響。當對商品或服務的需求增加時，由於需求曲線向右移動，其價格（或價格水平）也會增加。當需求減少時，由於需求曲線向左移動，其價格下降。需求衝擊可能源於稅率、貨幣供應和政府支出等方面的變化。例如減稅後納稅人欠政府的錢更少，從而騰出更多的錢可用於個人支出。當納稅人用這些錢購買商品和服務時，他們的價格就會上漲。
2002年11月，在英國經濟狀況不佳的情況下，英格蘭銀行副行長默文·金警告說，國內經濟嚴重失衡，有可能在英國引發“巨大的負面需求衝擊”。不遠的將來。在倫敦經濟學院，他詳細闡述說：“在英國經濟整體穩定的表面之下，一方面是活躍的消費和房地產部門，另一方面是疲軟的外部需求之間存在顯著的不平衡。”
在2008年全球金融危機期間，美國經濟的負面需求衝擊是由房價下跌、次貸危機和家庭財富損失等多種因素造成的，從而導致消費支出下降。為了應對這種負面的需求衝擊，美聯儲降低了利率。在危機發生之前，世界經濟經歷了積極的全球供應衝擊。然而緊接著，積極的全球需求衝擊導致全球经济過熱和通脹壓力上升。